# CU Волос Вероники
CU Волос Вероники (лат. CU Comae Berenices) — одиночная переменная звезда в созвездии Волос Вероники на расстоянии (вычисленном из значения параллакса) приблизительно 14330 световых лет (около 4394 парсек) от Солнца. Видимая звёздная величина звезды — от +13,6m до +13,1m.

## Характеристики
CU Волос Вероники — жёлто-белая пульсирующая переменная звезда типа RR Лиры (RRAB)* спектрального класса F. Масса — около 0,83 солнечной*. Эффективная температура — около 6759 K.